# Benedict Takahiko Tomizawa
Benedict Takahiko Tomizawa (japanisch: ベネディクト冨澤孝彦, * 12. Januar 1911 in Kyōto, Japanisches Kaiserreich; † 26. März 1989 in Sapporo, Japan) war ein japanischer Bischof.

## Leben
Benedict Takahiko Tomizawa wurde am 27. März 1937 wurde er zum Priester geweiht. Papst Pius XII. ernannte ihn am 11. Dezember 1952 zum ersten Bischof von Sapporo. Am 30. Januar 1953 erfolgte die zusätzliche Ernennung zum Apostolischen Administrator der Apostolischen Präfektur Karafuto. Maximilien de Fürstenberg, Apostolischer Nutius in Japan, spendete ihm am 19. März 1953 die Bischofsweihe. Mitkonsekratoren waren Paul Aijirō Yamaguchi, Bischof von Nagasaki, und Pavel Yoshiyu Furuya, Bischof von Kyoto.
Bischof Tomizawa nahm an allen vier Sitzungen des Zweiten Vatikanischen Konzils teil. Am 3. Oktober 1987 nahm Papst Johannes Paul II. seinen Rücktritt als Bischof von Sapporo an. Er blieb weiterhin Administrator der Präfektur von Karafuto.